# Magistratura indipendente
Magistratura indipendente è un'associazione di magistrati, ed è la più antica delle correnti in cui è organizzata al suo interno l'Associazione nazionale magistrati (ANM). È tradizionalmente la componente "moderata" dei magistrati.

## Storia
L'associazione nasce a opera di un gruppo di magistrati "tradizionalisti" negli anni 1962/1963 e diviene subito la componente di maggioranza della magistratura. Nel 1970 ottenne alle elezioni per l'ANM il 45 per cento dei consensi e il 43% nel 1977. Fino al 1981 resta la "corrente" maggioritaria dei magistrati italiani, quando è stata superata da  Unicost e poi anche da Magistratura democratica.
Nel 2009 è presidente Stefano Schirò. Alle elezioni per il Consiglio superiore della magistratura del 2010 è tornata a crescere in termini di consensi, superando MD. Tra i magistrati che negli anni hanno avuto cariche in M.I. vi sono stati Paolo Borsellino, Pier Luigi Vigna, Piercamillo Davigo, Giovanni Tinebra, Marcello Maddalena.
Il congresso del 23 gennaio 2011 conferma Schirò alla presidenza ed elegge segretario Cosimo Ferri, figlio dell'ex ministro Enrico Ferri, che fu segretario generale di M.I.
Nella assemblea dell'11 luglio 2013 sono stati eletti segretario generale Lorenzo Pontecorvo, presidente di sezione del Tribunale di Roma, e, per la prima volta un segretario sindacale Aldo Morgigni magistrato distrettuale presso la Corte d'appello di Roma. 
Nel febbraio 2015 un gruppo di magistrati esce da MI e fonda Autonomia e Indipendenza che elegge presidente Piercamillo Davigo. Nel congresso del marzo 2017 sono eletti Giovanna Napoletano presidente e Angelantonio Racanelli segretario generale .
Nel settembre 2022, a seguito delle elezioni per il rinnovo del Consiglio superiore della magistratura, MI è l'associazione più rappresentativa ottenendo il doppio dei voti di Area. La stessa Margherita Cassano, membro di Magistratura indipendente, il 6 marzo 2023, è prima donna ad assumere la carica di presidente della Corte suprema di cassazione

## Funzioni
In particolare costituisce la corrente "moderata" nell'ambito della rappresentanza sindacale svolta dall'ANM.
Secondo lo statuto "Il suo impegno si fonda sulla tutela dell'autonomia e dell'indipendenza della magistratura, nel loro significato costituzionale, afferma l'unità e l'apoliticità dell'Ordine giudiziario e persegue la tutela della dignità morale e materiale della magistratura".

## Presidenti onorari
- Edeo De Vincentis
- Francesco Marzachì
- Giuseppe Montoro
- Franco Morozzo Della Rocca
- Pier Luigi Vigna